# Gonanticlea amblia
Gonanticlea amblia är en fjärilsart som beskrevs av Louis Beethoven Prout 1935. Gonanticlea amblia ingår i släktet Gonanticlea och familjen mätare. Inga underarter finns listade i Catalogue of Life.